# 解决方案堆栈
在计算中，解决方案堆栈或软件栈是一套用于创建完整平台的软件子系统或部件，而无需额外的软件（即应用程序“运行于”目标平台上）。
举个例子，要开发一款网络应用程序，架构师需要定义目标操作系统、網頁伺服器、数据库及编程语言（即栈），或可能需要定义操作系统、中间件、数据库及应用程序。通常情况下，不同的开发者负责开发不同的软件栈部分。
从历史角度探究，术语“解决方案栈”有时也会将硬件部分包含在内，故此词既可描述软件层面或硬件层面，也可包含两者。

## 示例
部分部件或子系统的组合常被使用，因此产生了下列首字母縮略字的简称组合。
BCHS
OpenBSD（操作系统）
C（编程语言）
httpd（网页服务器）
SQLite（数据库）
ELK
Elasticsearch（搜索引擎）
Logstash（事件及日志管理工具）
Kibana（数据可视化）
Ganeti
Xen或KVM（虚拟机监视器）
搭配LVM的Linux（大容量存储设备管理）
分布式复制块设备（存储复制）
Ganeti（虚拟机集群管理工具）
Ganeti Web Manager（网页界面）
GLASS
GemStone（数据库及应用程序服务器）
Linux（操作系统）
Apache（网页服务器）
Smalltalk（编程语言）
Seaside（网页框架）
JAMstack
JavaScript（编程语言）
应用程序接口（应用程序接口）
置标语言（内容）
LAMP
Linux（操作系统）
Apache（网页服务器）
MySQL或MariaDB（数据库管理系统）
Perl、PHP或Python（脚本语言）
LAPP
Linux（操作系统）
Apache（网页服务器）
PostgreSQL（数据库管理系统）
Perl、PHP或Python（脚本语言）
LEAP
Linux（操作系统）
Eucalyptus（亚马逊弹性计算云的自由开源替代方案）
AppScale（云计算框架及Google應用服務引擎的自由开源替代方案）
Python（编程语言）
LEMP/LNMP
Linux（操作系统）
Nginx（网页服务器）
MySQL或MariaDB（数据库管理系统）
Perl、PHP或Python（脚本语言）
LLMP
Linux（操作系统）
Lighttpd（网页服务器）
MySQL或MariaDB（数据库管理系统）
Perl、PHP或Python（脚本语言）
LYME及LYCE
Linux（操作系统）
Yaws（网页服务器，使用Erlang编写）
Mnesia或CouchDB（数据库，使用Erlang编写）
Erlang（函数编程语言）
MAMP
Mac OS X（操作系统）
Apache（网页服务器）
MySQL或MariaDB（数据库）
PHP、Perl或Python（编程语言）
MARQS
Apache Mesos（节点开关）
Akka（Actor实现）
Riak（数据储存）
Apache Kafka（发信）
Apache Spark（大数据及MapReduce）
MEAN
MongoDB（数据库）
Express.js（应用程序控制器层）
Angular.js（网页应用呈现）
Node.js（网页服务器）
MERN
MongoDB（数据库）
Express.js（应用程序控制器层）
React.js（网页应用呈现）
Node.js（网页服务器）
MEVN
MongoDB（数据库）
Express.js（应用程序控制器层）
Vue.js（网页应用呈现）
Node.js（网页服务器）
NMP
Nginx（网页服务器）
MySQL或MariaDB（数据库）
PHP（编程语言）
OpenACS
Linux或Windows（操作系统）
AOLserver（网页服务器）
OpenACS（Web应用框架）
PostgreSQL或Oracle数据库（数据库）
Tcl（脚本语言）
SMACK
Apache Spark（大数据及MapReduce）
Apache Mesos（节点开关）
Akka（Actor实现）
Apache Cassandra（数据库）
Apache Kafka（串流處理）
WAMP
Windows（操作系统）
Apache（网页服务器）
MySQL或MariaDB（数据库）
PHP、Perl或Python（编程语言）
WIMP
Windows（操作系统）
網際網路資訊服務（网页服务器）
MySQL或MariaDB（数据库）
PHP、Perl或Python（编程语言）
WINS
Windows Server（操作系统）
網際網路資訊服務（网页服务器）
.NET（軟體框架）
Microsoft SQL Server（数据库）
WISA
Windows Server（操作系统）
網際網路資訊服務（网页服务器）
Microsoft SQL Server（数据库）
ASP.NET（网页框架）
XAMPP
cross-platform（操作系统）
Apache（网页服务器）
MariaDB or MySQL（数据库）
PHP（编程语言）
Perl（编程语言）
XRX
XML database（诸如BaseX、eXist、MarkLogic Server一类的数据库）
XQuery（查询语言）
REST（客户端界面）
XForms（客户端）

## 另请参阅
- 内容管理框架
- 内容管理系统
- Apache–MySQL–PHP包列表（英语：List of Apache–MySQL–PHP packages）
- Nginx–MySQL–PHP包列表（英语：List of Nginx–MySQL–PHP packages）
- Web应用框架